# Xia (Szesnaście Królestw)
Xia (chiń. 夏) – historyczne państwo chińskie istniejące w okresie Szesnastu Królestw w latach 407–431. Zostało założone przez Heliana Bobo, wodza plemienia Xiongnu. Stolicą państwa było miasto Tongwan (ob. Nanbaichengzi). Zostało podbite przez Północne Liang w 431 roku. Ostatnim władcą był Helian Ding.